# Tomasa Tito Condemayta
Tomasa Tito Condemayta Hurtado de Mendoza (1729 - 18 tháng 5 năm 1781) là một nhà lãnh đạo trong cuộc nổi dậy của người bản địa chống lại các tầng lớp cai trị thực dân Tây Ban Nha dưới thời Tupac Amaru II vào thế kỷ 18 ở Peru. Trong cuộc nổi dậy, bà đóng vai trò là một chiến lược gia và một sĩ quan quân đội.

## Cuộc sống riêng tư
Tomasa Tito Condemayta được sinh ra vào năm 1729 trong một gia đình quý tộc Inca ở một vùng của Peru mà bây giờ là tỉnh Acomayo ở vùng Cusco. Cha mẹ cô là Sebastián Tito Condemayta và Alfonsa Hurtado de Mendoza. Trong một tác phẩm năm 2005, học giả David Garrett cho biết cô đã kết hôn với Tomas Escalante và sinh cho anh ta một cô con gái, người đã kết hôn với ca sĩ Papres, Evaristo Delgado. Trong một bài báo năm 2008, Garrett công bố rằng cô đã kết hôn với Faustino Delgadoo.

## Cuộc nổi loạn
Khi Tupac Amaru II và vợ Micaela Bastidas Puyucahua kêu gọi một cuộc nổi loạn chống lại sự cai trị của Tây Ban Nha ở Peru vào năm 1780, Condemayta đã bỏ chồng và các con để tham gia phiến quân ở Tinta.
Condemayta đóng một vai trò quan trọng trong cuộc nổi loạn. Cùng với Amaru, cô huy động phụ nữ bản địa cho cuộc nổi dậy. Cô là một chiến lược gia quân sự cũng như một sĩ quan chỉ huy tiểu đoàn. Là một phụ nữ giàu có, cô cũng giúp tài trợ cho cuộc nổi loạn, cung cấp bạc và nhu yếu phẩm. Trong trận chiến Sangarara, một đội quân nữ dưới sự chỉ huy của Condemayta đã đánh bại một đội quân Tây Ban Nha. Cô cũng lãnh đạo việc bảo vệ thành công cây cầu Pillpintuchaka trên Apurimac chống lại việc tiếp cận người Tây Ban Nha. Hàng ngàn phụ nữ đã chiến đấu bằng súng cao su và mũi tên chống lại lính Tây Ban Nha bọc thép. Dưới sự chỉ huy của cô, quân đội của cô đã giữ đèo Pilpinto trong hơn một tháng. Năm 1781, Condemayta bị bắt, cùng với Tupac Amaru II và Bastidas Puyucahua cùng hai con trai Hipólito và Fernando của họ.
Cô đã bị treo cổ để đảm bảo rằng cô đã thực sự chết. Thủ cấp của cô đã được xem như một hình ảnh để răn đe người dân Acos.